# Tempeh
Tempeh er et produkt lavet af naturligt gærede sojabønner, som derved bindes sammen til en masse. Tempeh stammer fra Indonesien, men er også udbredt i andre dele af Sydøstasien. I modsætning til tofu, som også er lavet af sojabønner, består tempeh af hele bønner og har en stærkere smag på grund af fermenteringen.
På grund af det høje indhold af protein bruges tempeh ofte i vegetarisk madlavning.